# De Chabotten
De Chabotten zijn de schrijvers van het boek Gezinsverpakking, het boekenweekgeschenk voor de Nederlandse Boekenweek 2024, met als thema 'Bij ons in de familie'.

## Geschiedenis
In september 2023 werd door de Stichting Collectieve Propaganda van het Nederlandse Boek (CPNB) bekend gemaakt dat het gezin Chabot gezamenlijk het boekenweekgeschenk voor 2024 – dat plaatsvond van 16 tot en met 24 maart 2024 – zou gaan schrijven.
Het gezin, dat voor het boek de schrijversnaam De Chabotten hanteerde, bestaat uit dichter en schrijver Bart Chabot (1954), zijn vrouw en huisarts Yolanda Chabot (1957), schrijver Sebastiaan Chabot (1989), historicus en journalist Maurits Chabot (1992), schrijver, politicoloog en presentator Splinter Chabot (1996) en meubelontwerper Storm Chabot (1997). Ook hond Bril (vernoemd naar familievriend Martin Bril) werd genoemd als 'auteur'; de gedeeltes vanuit het perspectief van de hond zijn geschreven door Splinter. Het portret van hond Bril op de kaft is geschilderd door Marlene Dumas.
Het boek bestaat uit zes verhalen van een pagina of vijftien, met daartussen steeds een korte bijdrage van Yolanda Chabot. Zij voerde de regie over het schrijfproces.